# بروس ای یونگ
بروس ای یونگ (انگلیسی: Bruce A. Young؛ زادهٔ ۲۲ آوریل ۱۹۵۶) یک هنرپیشه اهل ایالات متحده آمریکا است.
او در فیلم‌های شکست‌ناپذیر، ادموند و مردی بی‌گناه بازی کرده است.